# Квон Кі Чанг
Квон Кі Чанг (англ. Kwon Ki-Chang, кор. 권기창, 權奇昌) — південнокорейський дипломат. Надзвичайний і Повноважний Посол Республіки Корея в Україні та Молдові за сумісництвом.

## Життєпис
Працював другим секретарем представництва Південної Кореї при міжнародних організаціях ООН в Женеві.
З квітня 2015 по січень 2019рр — працював Надзвичайним і Повноважним Послом Південної Кореї в Демократичній Республіці Конго.
З 2019 року — Надзвичайний і Повноважний Посол Південної Кореї в Києві (Україна).
7 червня 2019 року — вручив копії вірчих грамот заступнику міністра закордонних справ України Сергію Кислиці
24 липня 2019 року — вручив вірчі грамоти Президенту України Володимиру Зеленському.